# 家事労働

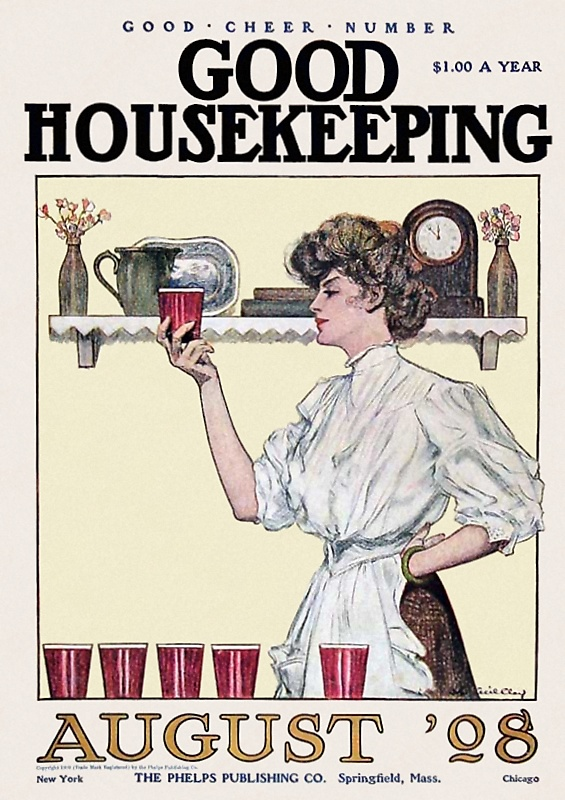
Good Housekeepingは家事に関する主立った定期刊行物の一つである

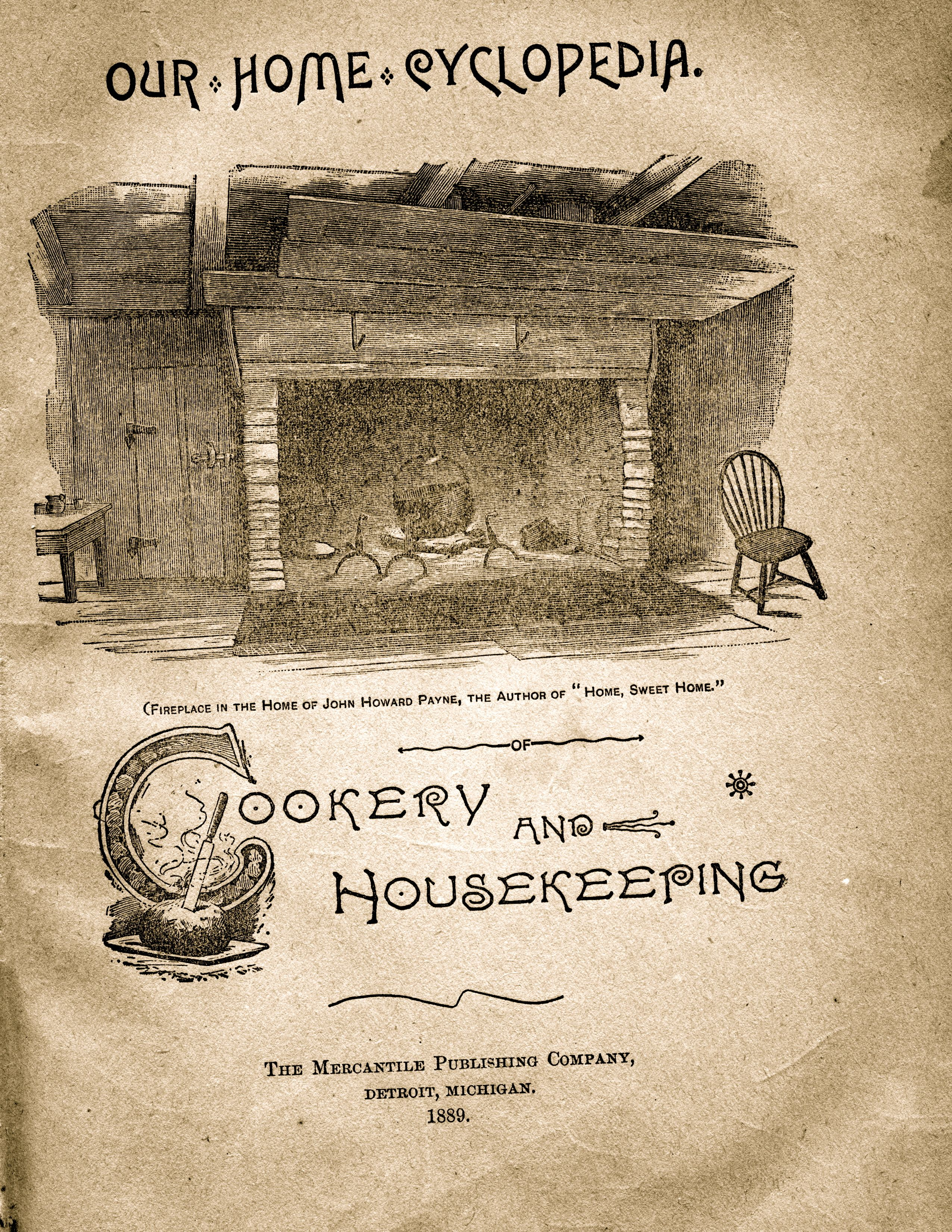
1889年にミシガン州デトロイトで出版されたOur Home Cyclopedia: Cookery and House keepingの題扉

家事労働（かじろうどう）とは、マルクス経済学用語の一つ。これは家庭内において主婦が行っている家事というものも労働であるという概念である。労働は本来はそれに応じて賃金が支払われるが、家事労働の場合は賃金が支払われない無償労働であることが問題となる。従来は家事は職場の外で行われることで労働とみなされていなかったが、資本主義社会においては家事は労働力の再生産に不可欠な行為であり、資本主義経済を成り立たせるためにも不可欠であることから労働であると主張されるようになった。労働は自給自足社会においては家庭を意味する本質的な事柄であったが、社会が分業化されることにより労働は社会参加して賃金を獲得するための手段へと変わっていき、家事のみが家庭に残っていることから、現代では家事労働が家庭の本質的な意味であると見られる。

## 家計生産
家事労働は家計生産（英: household production）として経済学で次のように定義されてきた。すなわち「家計の構成員の自らの資本と彼らの自らの無給労働（英: unpaid labor）を使った、彼ら自らの消費のための、彼らによる財とサービスの生産。財とサービスは、諸家計自らが使う住宅ないし居住（英語: dwelling）、食事、衣類の洗濯、養育を含むもののために、彼らにより生産される。家計生産の過程は、最終消費財へ中間財が費やされる転換を巻き込む。諸家計は彼らのものの資本と彼らのものの労働を用いる。」家計の水準で生ずる財とサービスは一般的にそれらが生産されたところの国内で消費される、そして国内消費に寄与する。

## 家事賃金
International Wages for Housework Campaignは、作家で活動家のセルマ・ジェームズ（英語: Selma James ）により、1972年にイタリアとパドヴァで共同創立されたグローバルな社会運動だった。その運動は、いかに家事と保育がすべての産業労働の基礎であるかの認知を高めるよう組織された、そしてこれらの無意義でない仕事は賃金労働として支払われるよう補償されるべきとの要求を権利として主張した。
この運動は誰も語ってこなかった不払い労働を暴露するものであり、イギリスでは賃金をどのような仕組みで支払えばよいかという政策論議の代わりに資金をどこから引き出すかについて議論した。今では離婚調停の時に家事労働を考慮に入れるようになったのはこの運動によるものである。